# Spektrale Effizienz
Spektrale Effizienz, auch Bandbreiteneffizienz genannt, ist ein Begriff aus der Nachrichtentechnik und bezeichnet das Verhältnis zwischen Datenübertragungsrate (in Bit/Sekunde) und Bandbreite des Signals (in Hertz). Die spektrale Effizienz ist eine wichtige Kenngröße digitaler Modulationsverfahren.
Die maximal mögliche spektrale Effizienz, bei welcher prinzipiell eine fehlerfreie Übertragung möglich ist, wird durch das Signal-Rausch-Verhältnis begrenzt (Shannon-Hartley-Theorem). Je mehr man die spektrale Effizienz bei gegebenem Signalrauschen erhöht, umso aufwändigere Verfahren zur Vorwärtsfehlerkorrektur benötigt man. Bei spektralen Effizienzen oberhalb der Shannon-Grenze sind Übertragungsfehler auch mit Methoden der Kanalcodierung nicht vermeidbar; eine zuverlässige Übertragung ist damit prinzipiell nicht möglich.
Bei ausreichend hohem Verhältnis von Signal- zu Störleistung kann die spektrale Effizienz Werte über 1 Bit/s pro Hz Bandbreite annehmen, daher kann z. B. ein Modem über eine Telefonleitung mit einer Bandbreite von ca. 3500 Hz eine Datenübertragungsrate von 33.600 Bit/s erreichen. Die spektrale Effizienz ist in diesem Fall 33.600 Bit/s / (3.500 Hz) ≈ 10 Bit/s pro Hz. Die höchste spektrale Effizienz bei funkbasierter Kommunikation bietet derzeit (Februar 2018) der Standard LTE-Advanced R10 und der WLAN-Standard IEEE 802.11ax mit 30 Bit/s pro Hz per Nutzung von 8-fach-MIMO (effektiv 3,75 Bit/s pro Hz pro Stream).

## Dimension
Die Einheit Bit/s/Hz lässt sich kürzen zu Bit, was zwar richtig, aber nicht intuitiv ist. Daher wird oft die ungekürzte, verständlichere Form verwendet.

## Beispiele
In folgender Tabelle sind einige Bruttobitraten pro Hz Bandbreite angegeben, d. h. inklusive der Bits für die Fehlererkennung und Kanalcodierung:
| Modulation | Spektrale Effizienz (Bit/s/Hz) |
| ---------- | ------------------------------ |
| FSK        | 0001                           |
| BPSK       | 0001                           |
| QPSK       | 0002                           |
| 8-PSK      | 0003                           |
| 16-QAM     | 0004                           |
| 64-QAM     | 0006                           |
| 256-QAM    | 0008                           |
| 1024-QAM   | 0010                           |